# Fideos de hueva de gamba
Los fideos de hueva de gamba o simplemente fideos de gamba son un tipo de fideo chino cuya característica especial consiste en los diminutos puntos negros que presentan, correspondientes a la hueva de gamba empleada en su producción. Es popular en Hong Kong.
Se hacen con harina de trigo, sal, harina de tapioca, glutamato monosódico y hueva de gamba. Suelen venderse duros en paquetes del tamaño aproximado de la palma de una mano.
Como estos fideos tienen sabor por sí mismos, la forma más habitual de prepararlos es cocerlos directamente, pudiendo añadirse salsa de soja u otros condimentos. Dependiendo de la marca, los puntos negros pueden desaparecer durante la cocción.